# Jan Krok-Paszkowski
Jan Krok-Paszkowski (ur. 20 sierpnia 1925 w Siedlcach, zm. 23 października 2007 w Londynie) – polski pisarz, publicysta, działacz polityczny na emigracji, wieloletni szef Polskiej Sekcji BBC, pracownik Rozgłośni Polskiej Radia Wolna Europa, członek Związku Pisarzy Polskich, współpracownik tygodnika „The Economist” i Encyklopedii Brytyjskiej, powstaniec warszawski.

## Życiorys
Był synem bliskiego współpracownika marszałka Piłsudskiego, gen. Henryka Krok-Paszkowskiego, dowódcy plutonu I Kadrowej Kompanii strzelców, a następnie dowódcy samej kompanii. W czasie II wojny światowej uczestniczył w powstaniu warszawskim. W randze kaprala podchorążego był dowódcą oddziału dywersji bojowej Grupy Artyleryjskiej„ Granat”. 11 września 1944 został ranny. Po zakończeniu działań wojennych więziony przez UB, przebywał następnie we Włoszech, gdzie wstąpił do 2 Korpusu PSZ, z którym ewakuował się do Wielkiej Brytanii.
Studiował nauki polityczne w Londynie. W latach 1952–1965 był pracownikiem Rozgłośni Polskiej Radia Wolna Europa w Monachium, gdzie specjalizował się w tematyce gospodarczej i politycznej integracji europejskiej. Przyczyną odejścia Krok-Paszkowskiego z RWE był konflikt poglądów z Janem Nowakiem-Jeziorańskim na temat kredytu zaufania dla Władysława Gomułki, stanowczo krytykowanego przez Kroka. Do konfrontacji zdań doszło w 1965 r., podczas konferencji programowej w Feldafingu pod Monachium.
W latach 1966–1985 był kierownikiem sekcji polskiej BBC w Londynie, a następnie kierował regionalnym działem Europy Południowo-Wschodniej. W latach 1987–1988 nawiązał na nowo współpracę z RWE gdzie pełnił funkcję doradcy dyrekcji amerykańskiej. Był działaczem organizacji „Niepodległość i Demokracja” w Londynie. Po przemianach demokratycznych w Polsce w 1989 r., prowadził kursy dla dziennikarzy telewizyjnych z ramienia Fundacji Konrada Adenauera.

## Wybrana bibliografia
- „1000 lat – 100 dat w historii Polski i świata” (Polska Fundacja Kulturalna, Londyn, 1999 r., ISBN 0-85065-249-9)
- „Mój bieg przez XX wiek” („Norbertinum”, Lublin, 1990 r., ISBN 83-85131-02-7)

## Odznaczenia
- Krzyż Walecznych (dwukrotnie)
- Krzyż Zasługi z Mieczami (dwukrotnie)
- Krzyż Oficerski Orderu Odrodzenia Polski (1993)